# Charles Vilain XIIII

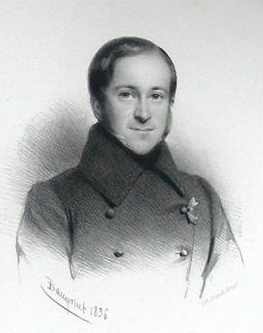
Charles Vilain XIIII

Charles Ghislaine Guillaume Burggraf Vilain XIIII (* 15. Mai 1803 in Brüssel; † 16. November 1878 auf Schloss Leut bei Maaseik) war ein belgischer Politiker.

## Leben
Charles Ghislaine Guillaume Vilain XIIII („Vilain Quatorze“), aus angesehener belgischer Familie stammend, war ein Sohn des Vicomte Philippe-Louis Vilain XIIII. Er erhielt seine Bildung zuerst in einem Gymnasium in Paris, kam dann in das Jesuiteninstitut nach St. Acheul bei Bordeaux und studierte seit 1822 Philosophie an der Universität Lüttich. Seit 1823 lebte er auf Schloss Leut und beschäftigte sich dort mit mannigfachen Studien. 1828 betrat er die Journalistenlaufbahn und wurde 1830 nach der belgischen Revolution gegen die Niederlande von der Provinz Limburg in den Kongress gewählt, in dem er für eine erbliche Monarchie, aber mit demokratischen Einrichtungen, stimmte. Als Sekretär des Kongresses las er dem gewählten König Leopold von Sachsen-Coburg am 21. Juli 1831 die feierliche Einsetzungsurkunde auf dem Königsplatz in Brüssel vor. 1831 wurde er Mitglied der legislativen Zweiten Kammer, dann Gouverneur von Ostflandern sowie 1832–1839 Gesandter an den Höfen von Rom, Turin, Florenz und Parma. Vom 30. März 1855 bis zum 31. Oktober 1857 war er Minister des Auswärtigen, in welcher Eigenschaft er das Prinzip der Freiheit, verbunden mit dem des Rechts, unerschütterlich vertrat. Er starb am 16. November 1878 auf seinem Schloss Leut bei Maaseik.
| Vorgänger             | Amt                                                  | Nachfolger                                      |
| --------------------- | ---------------------------------------------------- | ----------------------------------------------- |
| —                     | belgischer Botschafter beim Heiligen Stuhl 1832–1834 | Prosper Edouard Noyer (* 1800; † 1846)          |
| Prosper Edouard Noyer | belgischer Botschafter beim Heiligen Stuhl 1835–1839 | Émile d’Oultremont de Wégimont (* 1787; † 1851) |

Dieser Artikel basiert auf einem gemeinfreien Text aus Meyers Konversations-Lexikon, 4. Auflage von 1888 bis 1890.
| Personendaten    | Personendaten                                                       |
| ---------------- | ------------------------------------------------------------------- |
| NAME             | Vilain XIIII, Charles                                               |
| ALTERNATIVNAMEN  | Vilain XIIII, Charles Ghislaine Guillaume; Vilain Quatorze, Charles |
| KURZBESCHREIBUNG | belgischer Politiker                                                |
| GEBURTSDATUM     | 15. Mai 1803                                                        |
| GEBURTSORT       | Brüssel                                                             |
| STERBEDATUM      | 16. November 1878                                                   |
| STERBEORT        | bei Maaseik                                                         |